# Xiong Zhaozheng
Xiong Zhaozheng (xinès simplificat: 熊召政) (Wenquan 1953 -) cal·lígraf, poeta i escriptor xinès. Guanyador del Premi Mao Dun de Literatura de l'any 2005 per la seva novel·la històrica en quatre volums 张居正 (Zhang Juzheng).

## Biografia
Xiong Zhaozheng va néixer el desembre de 1953 a Wenquan, Yingshan, província de Hubei (Xina).
El 1981 va començar a treballar com a escriptor professional a la Hubei Writers Association, de 1984-1986 va ser redactor en cap adjunt de la revista "长江文艺" (Literatura sobre el riu Yangtze).
Del 1985 al 1989, va exercir de vicepresident de l'Associació d'Escriptors Provincials de Hubei, i durant aquest període va estudiar durant dos anys a la primera classe d'escriptors de la Universitat de Wuhan.

## Obres destacades
- 醉汉 (Drunkard)
- 张居正 (Zhang Juzheng) : Novel·la històrica en quatre volums sobre la vida del Gran Secretari Zhang Juzheng, durant el regnat de l'emperador Longqing i de l'emperador Wanli de la Dinastia Ming. El 2005 va ser adaptada a la televisió en una serie de quaranta-quatre episodis, produïda per China Film Group, el Departament de Propaganda del Comitè del Partit Provincial de Hubei, el Grup editorial Changjiang, l'estació de televisió de Hubei i l'empresa de cinema i televisió Hubei Elephant.[2]

- 1973: 献给祖国的歌 (A Song for My Country) (Poema)
- 在深山 (In the Mountains)
- 为少女而歌 (A Song for the Girl)
- 魔瓶 (Magic Bottle)

El setembre de 2013, 82 de les seves obres de cal·ligrafia van ser exposades a la Biblioteca Provincial de Hubei.

## Premis i honors
- 1979-1980 Primer premi de poesia destacat per a joves i de mitjana edat de la Xina. El 2002, va guanyar successivament el premi provincial de literatura Qu Yuan de Hubei i el premi del llibre del govern provincial de Hubei.

- L'abril de 2005 va guanyar el primer premi del 6è Premi Mao Dun de Literatura per vots unànimes.

- El 2006, va guanyar la Medalla Laboral de l'1 de maig de la província de Hubei.

- El 2007 va ser nomenat el cinquè alumne destacat de la Universitat de Wuhan.

- El 25 de setembre de 2012 va ser elegit president de la Federació Provincial de Cercles Literaris i Artístics de Hubei al 9è Congrés de la Federació Provincial de Cercles Literaris i Artístics de Hubei.
- El 2013 va guanyar el primer premi de novel·la Yao Xueyin

- El desembre de 2016 va ser elegit membre del 10è Comitè Nacional de la Federació Xinesa de Cercles Literaris i Artístics[2]